# SN 2010av
SN 2010av – supernowa typu Ib/c odkryta 19 marca 2010 roku w galaktyce IC 1099. W momencie odkrycia miała maksymalną jasność 17,90m.